# Madame Max Adolphe
Madame Max Adolphe (geborene Rosalie Bosquet, auch bekannt als Max Rosalie Auguste) (* 10. September 1925; seit Februar 1986 verschollen) war die sogenannte „rechte Hand“ des ehemaligen haitianischen Präsidenten François Duvalier. Im Jahr 1961 wurden sie und Aviole Paul-Blanc in das Parlament gewählt und waren damit die ersten weiblichen Abgeordneten in Haiti.

## Leben
Adolphe, damals noch unter ihrem Geburtsnamen Rosalie Bosquet bekannt, machte während eines Attentats auf Präsident Duvalier auf sich aufmerksam. Sie war eine Offizierin niederen Rangs in der als Tonton Macoute bekannten Miliz, aber ihr Mut beeindruckte den Präsidenten so sehr, dass er sie zur Direktorin des Fort Dimanche beförderte. Dabei handelte es sich um ein Gefängnis, in dem Adolphe für ihre brutalen Verhöre politischer Gefangener berüchtigt war. Als Frau wurde sie nicht als politische Wettbewerberin gegenüber dem Präsidenten angesehen. Nachdem sie den Gesundheitsminister Max Adolphe geheiratet hatte, nahm sie dessen Namen mit dem Zusatz „Madame“ an.
Bei der Parlamentswahl 1961 wurde sie eine der beiden ersten weiblichen Abgeordneten Haitis.
Morde und Folter waren während ihrer Amtszeit im Gefängnis Fort Dimanche an der Tagesordnung. Sie erwarb sich einen „grausamen Ruf, da sie erfinderische sexuelle Folterungen entwarf“. Später wurde sie zur Chefin der Fillettes Laleau, des weiblichen Zweigs der Tonton Macoutes, befördert. Sie erhielt von amerikanischen Spezialeinheiten monatliche Zahlungen für die Finanzierung ihres Wohnsitzes. Sie zeigte sich gerne mit einer Uzi-Maschinenpistole bewaffnet.
Als François Duvalier im Jahr 1971 starb und sein Sohn Jean-Claude Duvalier seine Nachfolge antrat, ließ er Adolphe von ihrem Posten als Leiterin von Fort Dimanche entfernen. Im Mai 1972 wurde sie zur Bürgermeisterin von Port-au-Prince ernannt. Ein Schwerpunkt ihrer Aufmerksamkeit bildete die Abwasserentsorgung der Stadt.
Vor dem Ende der Duvalier-Dynastie im Jahr 1986, als die Machthaber aus der Hauptstadt flohen, sagte sie: „Es scheint, dass Jean-Claude das Land bald verlassen wird. Alle Milizionäre werden in Gefahr sein. Es wird viel Blut vergossen werden.“ Aufgebrachte Haitianer töteten Hunderte ehemaliger Milizionäre, die Adolphe unterstellt gewesen waren. Am 10. Februar 1986 meldete ein Soldat, der das leer stehende Haus der Adolphes bewachte, dass Madame Max in der Nähe des Nationalpalasts gefangen gehalten wurde. Im Februar 1986 verließ sie das Land mit unbekanntem Ziel. Seitdem fehlt von ihr jede Spur.
Ihre Tochter, Magalie Racine (geborene Adolphe), blieb in Haiti und war mit dem ehemaligen Außenminister und Vorsitzenden der Tèt-Kale-Partei Georges Racine verheiratet. Sie war von 2013 bis 2014 Ministerin für Jugend und Sport in der Regierung von Premierminister Laurent Lamothe und Präsident Michel Martelly.